# Крістіан Лассен
Крістіан Ла́ссен (нім. Christian Lassen; 22 жовтня 1800, Берген — 8 травня 1876, Бонн) — норвезький та німецький сходознавець.

## Біографія
Крістіан Лассен народився в Бергені в родині Миколи Лассена, де і здобув початкову освіту. Здобувши університетську освіту в Осло, він переїхав до Німеччини, здобувши там освіту в Гейдельберзькому та Боннському університетах. У Бонні Лассен відмінно опанував санскритом. Він провів три роки в Парижі та в Лондоні, де жив за гроші з державного бюджету, займаючись копіюванням та звіркою рукописів, збираючи там матеріали для майбутніх досліджень, в першу чергу про індійські драми та філософію. У цей період Лассен опублікував разом з Еженом Бюрнуф свою першу працю «Ессе про пали» (фр. Essai sur le Pâli, Париж, 1826).
Повернувшись в Бонн, він зайнявся вивченням арабської мови та здобув ступінь доктора філософії. Його дисертація стосувалася арабських повідомлень про географію Пенджабу (Commentario geographica historica de Pentapotamia Indica, Бонн, 1827). Незабаром після цього він отримав посаду приват-доцента і в 1830 році був призначений екстраординарним професором давньоіндійської мови та літератури. Замість того, щоб прийняти привабливу пропозицію з Копенгагена в 1841 році, Лассен залишився відданий Боннському університету до кінця свого життя. У 1864 році він був допущений до читання лекцій. Сходознавець помер в Бонні, страждаючи від практично повної сліпоти впродовж кількох років.

## Наукова діяльність
У 1829—1831 роках Лассен спільно з Августом Вільгельмом фон Шлегелем випустив критичне, забезпечене коментарями видання «Хітопадеша». Поява цього видання стала початковою точкою в критичному вивченні санскритської літератури. В цей же час Лассен допомагає Шлегелю в перекладі та виданні двох перших книг «Рамаяни» (1829—1838 р.р.). У 1832 році він опублікував текст першого акту драми Бхавабхуті під назвою «Малаті Мадхава» і повне видання з перекладом на латинську мову «Санкхья-Карика». У 1837 році вийшов переклад цього твору і видання ліричної драми Джаядева «Гітаговінда», а також вийшли його «Institutiones linguae Pracriticae».
Його «Anthologia Sanscritica», яка вийшла в 1838 році, містила кілька до цього неопублікованих текстів і багато зробила для стимулювання вивчення санскриту в університетах Німеччини. У 1846 році Лассен випустив покращене видання тексту «Бхагавад-гіти» з перекладом Шлегеля. Разом зі Шлегелем він став засновником критичної та історичної школи санскритології в Німеччині.
Крім вивчення індійських мов, Лассен залишив значний внесок і в інших галузях філологічної науки. Своєю працею «Beiträge zur Deutung der Eugubinischen Tafeln» (1833), він підготував ґрунт для правильної інтерпретації умбрійських написів. «Zeitschrift für die Kunde des Morgenlandes» (7 випусків, 1837—1850 рр.), засновником та редактором якого він же сам був, містив, крім ряду інших його цінних статей, граматичні огляди мов белуджі і брау, а також нарис про лікійські написи. У цьому періодичному виданні була опублікована робота Лассена «Beiträge zur Kunde des Indischen Alterthums aus dem Mahabharata», що поставило початок критичного вивчення в Німеччині індійської епічної поезії.
Незабаром після появи «Коментаря до Ясне» (фр. Commentaire sur le Yacna, 1833) Бюрнуф Лассен також звернув свою увагу на іраністику в загальній і зокрема в авестійській мові. В «Die altpersischen Keilinschriften von Persepolis»(1836), він першим з'ясував справжнє значення давньоперських клинописних написів, тим самим перевершивши роботу Бюрнуфа («Mémoire») на ту ж тему, яка вийшла на місяць пізніше, в той час, як знаменита стаття Генрі Роулісона про Бехустинські написи, яка була написана в Персії, незалежно від сучасних їй європейських досліджень, приблизно в той же самий час, досягла Королівського азійського суспільства лише трьома роками пізніше.
Згодом Лассен опублікував в шостому випуску свого журналу (1845 рік) звіт всіх давньоперських клинописних написів, відомих вже на той час. Він також був першим в Європі вченим, який зробив з великим успіхом дешифрування тільки що відкритих бактрийських монет, отримавши тим самим матеріал для своєї праці «Zur Geschichte der griechischen und indoskythsschen Könige in Bakterien, Kabul, und Indien» (1838 рік).
Лассен мав на меті випустити критичне видання Вендідад, але після публікації перших п'яти фаргардів (1852 рік) він вирішив застосувати свою енергію для успішного завершення головної праці його життя — «Indische Altertumskunde». Це класична робота випущена в чотирьох томах в 1847, 1849, 1858 та 1861 роках відповідно яка стосувалася політичного, соціального та духовного розвитку Індії. Лассен був іноземним членом інституту Франції і Петербурзької академії наук.